# オトク旗
オトク旗（オトクき、モンゴル語：ᠣᠲᠣᠭ
ᠬᠣᠰᠢᠭᠤ　転写：Otoɣ qosiɣu、Отог хошуу）は、中華人民共和国内モンゴル自治区オルドス市に位置する旗。漢族が多い。
内モンゴルでも歴史が古い行政区で、1650年に設置された。オトクはモンゴル語で広大・まばらを意味する。2000年以降の農業と鉱業の発達により環境破壊が進みメディアの注目を浴びている。

## 行政区画
- バルガス（鎮）
  - オラーン・バルガス（烏蘭鎮）
  - 棋盤井鎮
  - 蒙西鎮
  - ウムヒーノール・バルガス（木凱淖爾鎮）
- ソム（蘇木）
  - スムト・ソム（蘇米図蘇木）
  - アルバス・ソム（阿爾巴斯蘇木）